# Авимелех, царь Герара
Авиме́лех (Абимелех; ивр. אבימלך‎; лат. Abimelech) — библейский правитель Герара, современник Авраама (Быт. 26:1). В Торе Авимелех фигурирует в трёх эпизодах описанных в книге Бытие в главах 20, 21 и 26.
Согласно ряду комментаторов, термин «Авимелех» не является именем собственным, а скорее собирательным названием правителя, как например, фараон.

## Библейский сюжет
После уничтожения Богом Содома и Гоморры Авраам переселился из дубравы Мамре (Хевронское нагорье) в Герар (предположительно, восточный Негев), где царствовал Авимелех. Опасаясь за свою жизнь, Авраам объявил, что Сарра является его сестрой. Поражённый красотой Сарры (которой к тому времени было 65 лет) Авимелех взял её в свой гарем, но не успел к ней притронуться. Бог явился ночью Авимелеху и повелел ему вернуть Сарру Аврааму под угрозой гибели всего его дома, что Авимелех немедленно исполнил.

## Датировка событий
Согласно библейской хронологии, Сарра была взята в дом Авимелеха в 2047 году от сотворения мира (ок. 1713 года до н. э).